# Barreto
Barreto, właśc. Paulo Vitor Barreto de Souza (ur. 12 lipca 1985 w Rio de Janeiro) – brazylijski piłkarz występujący na pozycji napastnika. Były gracz Treviso i Udinese Calcio. W sezonie 2008/2009 z 23 golami na koncie został wicekrólem strzelców Serie B, a więcej bramek strzelił tylko Francesco Tavano. Razem z zespołem awansował do Serie A. W rozgrywkach 2009/2010 zdobył 14 bramek. 25 czerwca 2010 Bari wykupiło z Udinese połowę praw do karty zawodnika.
W Serie A rozegrał 136 spotkań i zdobył 29 bramek.